# آرتو هاپالا
آرتو هاپالا (انگلیسی: Arto Haapala؛ زادهٔ ۳ ژانویهٔ ۱۹۵۹) فیلسوف اهل فنلاند است.